# Musculi subcostales
De musculi subcostales zijn spieren die aan de binnenkant van de ribben verlopen naar de bovengelegen ribben (met overbrugging van 1-2 ribben). Deze spieren zijn betrokken bij uitadembewegingen. Zij worden geïnnerveerd door de nervi intercostales.